# استیون روت
استیون روت (انگلیسی: Stephen Root؛ زاده ۱۷ نوامبر ۱۹۵۱) یک هنرپیشه اهل ایالات متحده آمریکا است. وی از سال ۱۹۸۸ میلادی تاکنون مشغول فعالیت بوده‌است.

## فیلم‌ها
از فیلم‌ها یا برنامه‌های تلویزیونی که وی در آن نقش داشته‌است می‌توان به فیلم‌های زیر اشاره کرد:
- روح
- قاتلین پیرزن
- جایی برای پیرمردها نیست
- تصورش کن
- پلیس آهنی ۳
- فرینج (فصل ۴ اپیزود ۶)
- محیط اداره
- جی. ادگار
- کلاه چرمی‌ها
- سدار راپیدز
- در مظان جرم
- مایک و دیو همراه عروسی می‌خواهند
- سلام، اسم من دوریس است
- اولئاندر سفید
- داندی کروکودیل ۲
- داج بال: داستان یک بازنده واقعی
- سردسته‌ها
- دیوانه پول
- میمون می‌درخشد

## زندگی شخصی
روت اصل و نسب ولزی، اسکاتلندی، کوبایی، ژاپنی، اسپانیایی، سوئیسی و مائوری دارد.